# Větřní
Větřní är en ort i Tjeckien.   Den ligger i distriktet Okres Český Krumlov och regionen Södra Böhmen, i den södra delen av landet, 150 km söder om huvudstaden Prag. Větřní ligger 601 meter över havet och antalet invånare är 3 870.
Terrängen runt Větřní är varierad. Runt Větřní är det ganska glesbefolkat, med 24 invånare per kvadratkilometer. Närmaste större samhälle är Český Krumlov, 4,6 km nordost om Větřní. I omgivningarna runt Větřní växer i huvudsak blandskog.